# Onze Lieve Vrouwe Sterre der Zee (Volendam)
De rooms-katholieke kerk Onze Lieve Vrouwe Sterre der Zee is een modern kerkgebouw in de Nederlandse plaats Volendam. De kerk bestaat uit een rechthoekige kerkzaal, zonder zijbeuken. In de zaal bevindt zich aan de rechterzijde een kruisweg bestaande uit 14 glas-in-loodramen. De Kruisweg is in 1963 gemaakt door Joep Nicolas.
De ontwerper van de kerk werd beïnvloed door het situationisme. De pastorie grenst aan de kerk en is met deze verbonden via een tussenlid.
De uit bakstenen en beton gebouwde toren is vrijstaand.